# Hiordis
Hjördís é a mãe do lendário guerreiro nórdico Siegfried. Ela é referida na Saga dos Volsungos e na Edda em verso.